# Pilgram Marpeck
Pilgram Marpeck (født 1495 i Rattenberg, Østrig, død 1556 i Augsburg, Tyskland) var en ledende skikkelse i det sydtyske døberbevægelse i reformationstiden.
Marpeck kom oprindeligt fra Tyrol. Faderen Heinrich Marpeck flyttede fra Rosenheim i Bayern til Rattenberg ved floden Inn i Østrig, hvor han var medlem af byrådet. Heinrich var også dommer (1494-1502) og borgmester (1511). Pilgram gik i latinskole i Rattenberg.
Inden han blev anabaptist, levede Pilgram Marpeck under gode økonomiske kår og var en respekteret borger i Rattenberg. Han var mineingeniør, medlem af minearbejdernes broderskab og af de forskellige råd i Rattenberg.
Der findes intet om Marpecks omvendelse til anabaptismen. Man ved, at han som øvrighedsperson var nødt til at angive de minearbejdere, der sympatiserede med anabaptisterne. Den anabaptistiske forfatter Leonhard Schiemer blev henrettet af myndighederne to uger før Marpeck forlod sit job som mineingeniør 28. januar 1528. Det menes, at han mistede sin stilling, fordi han nægtede at hjælpe myndighederne med at fange anabaptisterne.
Fra 1528 til 1532 boede Marpeck i Strasbourg hvorefter han blev udvist af byen pga. sine anabaptistaktiviteter. De næste 12 år vandrede han rundt i Schweiz og rejste til Tyrol, Mähren, det sydlige Tyskland og Alsace. Han oprettede anabaptistiske menigheder i disse områder.
I 1544 arbejdede Pilgram Marpeck i skovene, der tilhørte Augsburg, og i 1545 blev han ansat som byens ingeniør. Han havde denne stilling indtil sin død i december 1556. Han var tilsyneladende meget efterspurgt, for selvom man gav ham adskillige advarsler, fortsatte han sine aktiviteter som præst for anabaptisterne. 
Foruden sit hverv som præst og kirkeorganisator var Marpeck også forfatter. Han debatterede med Martin Bucer og Kaspar Schwenkfeld, men angreb også Melchior Hoffmans syn på inkarnationen, Münster-oprørets magtanvendelse og hutteritternes fælleseje. Han mente, at både Det Gamle Testamente og Det Nye Testamente var Guds ord, men at Det Nye Testamente angav retningslinjerne for de kristnes tro og levevis. Marpeck mente, at den tyske bondekrig, Münster-oprøret, Ulrich Zwinglis død og mange af den Romerskkatolske kirkes overgreb skyldtes, at man ikke skelnede på den måde. 

Denne artikel er en oversættelse af artiklen Pilgram Marpeck på den engelske Wikipedia. 